# Dziadek Joco patrzy
Dziadek Joco patrzy – opowiadanie Iwana Wazowa, opublikowane w tomie Wideno i czuto (bułg. Видено и чуто), wydanym w 1901 r.

## Treść
Bohaterem utworu jest Joco, niewidomy starzec, który doczekał wyzwolenia i niepodległości Bułgarii. Żyje na wsi, gdzie znaki nowej Bułgarii docierają rzadko, dlatego prawdziwym wydarzeniem staje się w jego życiu przybycie do wsi naczelnika powiatu (starosty). Joco prosi o możliwość spotkania z nim, dotyka jego naramienniki, mosiężne guziki i galony nie mogąc uwierzyć, że doczekał czasów, gdy nawet urzędnicy państwowi są Bułgarami. Zmianę w jednostajnym życiu starca wywołuje informacja, że w okolicach wsi budowana jest linia kolejowa. Joco codziennie wychodzi na skałę, wznoszącą się nad doliną Iskyru, wzdłuż której kładziono tory i przysłuchuje się pracy. Gdy kolej została ukończona, Joco nie rezygnuje ze zwyczaju wchodzenia na skałę, by słuchać gwizdu pociągu mknącego doliną. Okoliczni mieszkańcy widząc ciągle starca na skale, zwykli mawiać: "Dziadek Joco patrzy". Pewnego dnia znaleziono go na skale martwego.

## Polskie przekłady
Opowiadanie należy do najczęściej tłumaczonych na język polski utworów Wazowa. Pierwszym jego tłumaczem na język polski był Zygmunt Kłośnik, którego przekład pt. Dziad Joco patrzy ukazał się w tomie Wybór nowel zagranicznych autorów, Kraków 1903. Rok później tłumaczenia podjęła się Józefa Anc, a opowiadanie (pt. Diado Joco patrzy) ukazało się w tomie Wybór opowiadań, wydanym w Warszawie w 1904 r. Przekład ten został przedrukowany z pewnymi zmianami stylistycznymi w 1950 r. w tomie, poświęconym setnej rocznicy urodzin Iwana Wazowa. Opowiadanie to tłumaczyła również Helena Bychowska a jej tłumaczenie zostało opublikowane w tomie Wybór opowiadań, wydanym nakładem wydawnictwa Czytelnik w 1951 r. W wydanej w 1955 r. Antologii noweli bułgarskiej XIX i XX w., przygotowanej przez Bronisława Ćirlicia oraz w antologii opowiadań bułgarskich pt. Biała jaskółka w wyborze Krystyny Migalskiej i Wojciecha Gałązki, Katowice 1982 ukazał się przekład, dokonany przez Halinę Kalitę.